# دهستان یوسلتس
دهستان یوسلتس (به لاتین: Yoeseltse Gewog) یک دهستان در کشور بوتان است که در ناحیهٔ سامتس واقع شده‌است.